# Kayayolu, Eleşkirt
Kayayolu là một xã thuộc huyện Eleşkirt, tỉnh Ağrı, Thổ Nhĩ Kỳ. Dân số thời điểm năm 2011 là 226 người.